# Camponotus quercicola
Camponotus quercicola is een mierensoort uit de onderfamilie van de schubmieren (Formicinae). De wetenschappelijke naam van de soort is voor het eerst geldig gepubliceerd in 1954 door Smith, M.R..